# Sukolilan
Sukolilan is een bestuurslaag in het regentschap Kendal van de provincie Midden-Java, Indonesië. Sukolilan telt 1593 inwoners (volkstelling 2010).